# Diestrammena indica
Diestrammena indica är en insektsart som beskrevs av Lucien Chopard 1921. Diestrammena indica ingår i släktet Diestrammena och familjen grottvårtbitare. Inga underarter finns listade i Catalogue of Life.